# Österreichische Hockeynationalmannschaft der Damen
Die österreichische Hockeynationalmannschaft der Damen, genannt Red Foxes, repräsentiert Österreich bei internationalen Hockeyturnieren wie Welt- und -Europameisterschaften.
Das Hockey-Team nahm bisher nur einmal an Olympischen Spielen (1980) und zweimal an Feldhockey-Weltmeisterschaften (1974, 1976) teil. Für die Champions Trophy respektive Hockey Pro League konnte sich die Mannschaft nicht qualifizieren, nahm jedoch dreimal an der Qualifikation für die FIH Hockey World League (2013, 2016, 2018) teil. Darüber hinaus spielte das Team bei drei Feldhockey-Europameisterschaften (1984, 1987 und 1991), gehört aber seither dem B- respektive C-Pool der Europameisterschaft an.
Im Gegensatz zum Feldhockey gehört Österreich beim Hallenhockey zu den führenden Nationen. Zu den größten Erfolgen gehört der Vizeweltmeistertitel 2023 sowie die Bronzemedaillen bei den Europameisterschaften 1998 und 2024.

## Erfolge

### Olympische Spiele
- 1980: 5. Platz

### Feldhockey-Weltmeisterschaften
- 1974: 8. Platz
- 1976: 7. Platz
- 1981: 12. Platz

### Feldhockey-Europameisterschaften
- 1984: 11. Platz
- 1987: 12. Platz
- 1991: 11. Platz

#### EuroHockey Nations Trophy
- 2007: 8. Platz
- 2013: 5. Platz
- 2015: 7. Platz
- 2017: 7. Platz
- 2019: 4. Platz
- 2021: 7. Platz
- 2023: 6. Platz

### Hallenhockey-Weltmeisterschaften
- 2003: 7. Platz
- 2007: 7. Platz
- 2011: 7. Platz
- 2015: 4. Platz
- 2023: Silber

### Hallenhockey-Europameisterschaften
- 1975: 6. Platz
- 1981: 5. Platz
- 1985: 6. Platz
- 1987: 8. Platz
- 1993: 7. Platz
- 1996: 6. Platz
- 1998: Bronze
- 2000: 7. Platz
- 2002: 4. Platz
- 2004: 5. Platz
- 2006: 6. Platz
- 2008: 8. Platz
- 2012: 6. Platz
- 2014: 4. Platz
- 2016: 7. Platz
- 2020: 6. Platz
- 2022: 4. Platz
- 2024: Bronze